# Ilana Izquierdo
Ilana Izquierdo (Cali, 14 de junio de 2002) es una futbolista colombiana que juega como mediocampista en el Atlético de San Luis de la liga mx femenil y en la selección nacional de Colombia.

## Trayectoria
Jugó dos temporadas con los Southern Miss Golden Eagles. Lideró al equipo en anotaciones como estudiante de primer año con siete goles y siete asistencias en la temporada 2021, iniciando todos los partidos, y fue nombrada estudiante de primer año del año de la Conferencia USA y primer equipo de la conferencia. En la temporada 2022, registró dos goles y una asistencia y fue nombrada para el segundo equipo de la conferencia Sun Belt.
Se transfirió a los Mississippi State Bulldogs en la primavera de 2023. Fue titular en todos los partidos y jugó la mayor cantidad de minutos en el equipo en la temporada de otoño de 2023, registrando cuatro goles y tres asistencias. Ayudó a los Bulldogs a avanzar a los octavos de final del torneo de la NCAA de 2023, marcando el mejor resultado del programa en el torneo nacional, donde perdieron ante los eventuales finalistas Stanford.

## Carrera internacional
Representó a Colombia con la selección nacional sub-17 en la Copa Mundial Femenina Sub-17 de la FIFA 2018.  Jugó en la categoría sub-20 en el Campeonato Sudamericano de Fútbol Femenino Sub-20 de 2022, los Juegos Bolivarianos de 2022 (donde ganó el oro con el equipo) y la Copa Mundial Femenina Sub-20 de la FIFA de 2022. 
Fue convocada por primera vez a la selección absoluta de Colombia en la Copa Oro CONCACAF W 2024.  Fue titular en todos los partidos de la Copa Oro y Colombia llegó a los cuartos de final. Fue seleccionada para la lista de 18 jugadoras para los Juegos Olímpicos de Verano de 2024 en Francia. Fue titular en los tres partidos de la fase de grupos olímpica, incluida la primera victoria olímpica de su país en el partido contra Nueva Zelanda, y apareció como suplente en la derrota de cuartos de final ante España.